# 汪景琇
汪景琇（1944年5月21日—），男，辽宁抚顺人，中国太阳物理学家，中国科学院国家天文台研究员，中国科学院院士。

## 生平
汪景琇生于辽宁抚顺。1969年毕业于北京大学地球物理系，1987年获中科院北京天文台理学博士学位。
2013年当选为中国科学院院士。